# Chilades kedonga
Chilades kedonga är en fjärilsart som beskrevs av Grose-smith 1898. Chilades kedonga ingår i släktet Chilades och familjen juvelvingar. Inga underarter finns listade i Catalogue of Life.